# Herb gminy Dębnica Kaszubska
Herb gminy Dębnica Kaszubska – symbol gminy Dębnica Kaszubska.

## Wygląd i symbolika
Herb przedstawia na tarczy koloru białego z czarną obwódką kaszubski motyw tulipana o kolorach – złotym, niebieskim i czerwonym. Pod nim umieszczono niebieską linię falistą, symbolizującą rzekę Skotawę.